# Гранд-Репідс
Гранд-Репідс (англ. Grand Rapids) — містечко в Канаді, у провінції Манітоба, у межах невключеної частини переписної одиниці №21.

## Населення
За даними перепису 2016 року, містечко нараховувало 268 осіб, показавши скорочення на 3,9%, порівняно з 2011-м роком. Середня густина населення становила 3,1 осіб/км².
З офіційних мов обидвома одночасно володіли 10 жителів, тільки англійською — 260. Усього 40 осіб вважали рідною мовою не одну з офіційних, з них 30 — одну з корінних мов.
Працездатне населення становило 68,8% усього населення, рівень безробіття — 18,2% (31,6% серед чоловіків та 0% серед жінок). 97% осіб були найманими працівниками, а 6,1% — самозайнятими.
Середній дохід на особу становив $43 259 (медіана $33 792), при цьому для чоловіків — $44 936, а для жінок $40 550 (медіани — $31 552 та $34 112 відповідно).
30,6% мешканців мали закінчену шкільну освіту, не мали закінченої шкільної освіти — 22,4%, 46,9% мали післяшкільну освіту, з яких 30,4% мали диплом бакалавра, або вищий.
| Статево-вікова структура населення | Статево-вікова структура населення | Статево-вікова структура населення | Статево-вікова структура населення | Статево-вікова структура населення |
| ---------------------------------- | ---------------------------------- | ---------------------------------- | ---------------------------------- | ---------------------------------- |
|                                    |                                    |                                    |                                    |                                    |
| Всього                             | Всього                             | 46,3%53,7%                         |                                    |                                    |
| 0 — 14 років                       | 0 — 14 років                       |                                    | 29,6%                              | 29,6%                              |
| 15 — 64 років                      | 15 — 64 років                      |                                    | 61,1%                              | 61,1%                              |
| 65 і більше                        | 65 і більше                        |                                    | 9,3%                               | 9,3%                               |
| Середній вік (років)               | Середній вік (років)               | 32,132,3                           | 32,2                               | 32,2                               |
| Медіана (років)                    | Медіана (років)                    | 30,629,9                           | 30,3                               | 30,3                               |
| — чоловіки — жінки                 |                                    |                                    |                                    |                                    |

| Походження мешканців:     | Походження мешканців:     | Походження мешканців: | Походження мешканців: | Походження мешканців: |
| ------------------------- | ------------------------- | --------------------- | --------------------- | --------------------- |
| Походження                |                           |                       | осіб                  | %                     |
| Корінні американці        | Корінні американці        |                       | 275                   | 82.09%                |
| Інше північноамериканське | Інше північноамериканське |                       | 70                    | 20.9%                 |
| Європейське               | Європейське               |                       | 190                   | 56.72%                |
| британське                | британське                |                       | 100                   | 29.85%                |
| французьке                | французьке                |                       | 100                   | 29.85%                |
| українське                | українське                |                       | 35                    | 10.45%                |

| Зайнятість населення за галузями (за класифікацією NOC): | Зайнятість населення за галузями (за класифікацією NOC): | Зайнятість населення за галузями (за класифікацією NOC): | Зайнятість населення за галузями (за класифікацією NOC): | Зайнятість населення за галузями (за класифікацією NOC): |
| -------------------------------------------------------- | -------------------------------------------------------- | -------------------------------------------------------- | -------------------------------------------------------- | -------------------------------------------------------- |
|                                                          |                                                          |                                                          |                                                          |                                                          |
| Бізнес, фінанси та адміністрування                       | Бізнес, фінанси та адміністрування                       |                                                          | 14,7%                                                    | 14,7%                                                    |
| Природничі та прикладні науки                            | Природничі та прикладні науки                            |                                                          | 5,9%                                                     | 5,9%                                                     |
| Освіта, правозахист, муніципальні та урядові служби      | Освіта, правозахист, муніципальні та урядові служби      |                                                          | 29,4%                                                    | 29,4%                                                    |
| Роздрібна торгівля та послуги                            | Роздрібна торгівля та послуги                            |                                                          | 20,6%                                                    | 20,6%                                                    |
| Гуртова торгівля, транспорт та обладнання                | Гуртова торгівля, транспорт та обладнання                |                                                          | 17,6%                                                    | 17,6%                                                    |
| Природні ресурси, сільське господарство                  | Природні ресурси, сільське господарство                  |                                                          | 11,8%                                                    | 11,8%                                                    |
| Виробництво                                              | Виробництво                                              |                                                          | 5,9%                                                     | 5,9%                                                     |

## Клімат
Середня річна температура становить 0,5°C, середня максимальна – 21,8°C, а середня мінімальна – -25,7°C. Середня річна кількість опадів – 489 мм.
| Клімат поселення                              | Клімат поселення | Клімат поселення | Клімат поселення | Клімат поселення | Клімат поселення | Клімат поселення | Клімат поселення | Клімат поселення | Клімат поселення | Клімат поселення | Клімат поселення | Клімат поселення | Клімат поселення |
| Показник                                      | Січ.             | Лют.             | Бер.             | Квіт.            | Трав.            | Черв.            | Лип.             | Серп.            | Вер.             | Жовт.            | Лист.            | Груд.            |                  |
| Середній максимум, °C                         | −13,92           | −10,06           | −3,22            | 6,44             | 14,35            | 20,46            | 21,82            | 20,75            | 13,90            | 7,01             | −3,38            | −13,16           |                  |
| Середня температура, °C                       | −19,8            | −15,94           | −9,1             | 0,57             | 8,48             | 14,59            | 18,50            | 17,43            | 10,58            | 3,70             | −6,71            | −16,49           |                  |
| Середній мінімум, °C                          | −25,69           | −21,82           | −14,97           | −5,32            | 2,58             | 8,72             | 15,18            | 14,12            | 7,26             | 0,37             | −10,02           | −19,81           |                  |
| Норма опадів, мм                              | 17               | 13               | 24               | 23               | 44               | 74               | 73               | 69               | 62               | 41               | 27               | 22               |                  |
| Середньомісячна швидкість вітру, м/с          | 3.60             | 3.70             | 3.69             | 3.86             | 3.90             | 3.90             | 3.50             | 3.60             | 3.97             | 4.10             | 4.02             | 3.80             |                  |
| Середньомісячна сонячна радіація, кДж/м²·день | 3631             | 7270             | 12643            | 17655            | 20649            | 21489            | 21035            | 17512            | 11519            | 6560             | 3541             | 2659             |                  |
| --------------------------------------------- | ---------------- | ---------------- | ---------------- | ---------------- | ---------------- | ---------------- | ---------------- | ---------------- | ---------------- | ---------------- | ---------------- | ---------------- | ---------------- |
| Джерело:                                      |                  |                  |                  |                  |                  |                  |                  |                  |                  |                  |                  |                  |                  |